# 可部運動公園
可部運動公園（かべうんどうこうえん）は広島市安佐北区亀山に存在する複合型スポーツ施設である。

## 概要
広島市可部運動公園 は広島市によって設置された複合型スポーツ施設である。現在は広島市指定管理者制度に基づき、指定管理者として株式会社オオケン が運営、管理を行っている。同園内には、テニスコート、野球グラウンド、バスケットコート、卓球場、アスレチック施設、陸上施設、天然芝グラウンドなどがある。

## 近隣施設
・中国電力ネットワーク広島北ネットワークセンター亀山西事務所
・幕の内東バス停（広島交通・広島電鉄）
・広島北インター
・福王寺
・広島市立亀山小学校

## アクセス
・JRあき亀山駅より徒歩40分
・JR可部駅よりバスで15分
・幕の内東バス停より徒歩5分

## 引用元
・中国電力ネットワーク
・広島市 可部運動公園
・株式会社オオケン
・広島市指定管理者制度